# 帝国銀行

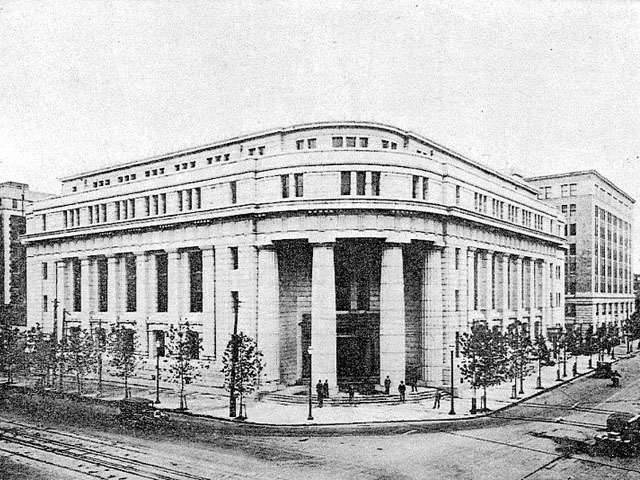
帝国銀行本店（旧第一銀行本店）

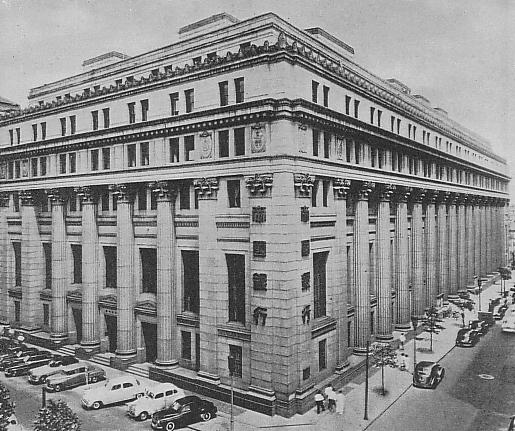
分割後の帝国銀行本店が置かれた三井本館（現在の三井住友銀行日本橋支店）

帝国銀行（ていこくぎんこう）は、かつて存在した日本の都市銀行。通称「帝銀」。行章は八重桜。本店は東京都千代田区丸の内（現在のみずほ銀行丸之内支店、丸の内オアゾ）にあった。歴史的には現在の三井住友銀行およびみずほ銀行の前身の一つである。

## 概要
戦時中の1943年に三井銀行と創設時より三井組と関係のあった第一銀行（渋沢栄一が創設した旧第一国立銀行）が合併して成立し、翌1944年には第一銀行と関係が深かった十五銀行も合併した。
日本最大の都市銀行となったが、人事面での不均衡や事務要領等行風の相違が明確化した上、戦時下といった特殊事情もあってなかなか合併効果が出ず、むしろマイナスに働き、戦後行内は旧三井・旧第一の二派に割れ対立する。このため、合併時大手行第一位だった業績は大幅に低下した。
この事態を収拾すべく1948年に帝国銀行は解散し、新たに旧三井銀行・十五銀行系の帝国銀行（2代目法人）と旧第一銀行系の第一銀行（2代目法人）が設立され、それぞれ営業を開始した。両行は新設分割ではあるが、三井・十五系が「帝国銀行」の行名を承継したため、一般にこの一件は第一銀行の分離独立と捉えられた。
新発足した帝銀は本店を中央区日本橋室町の三井本館（旧三井銀行本店で、帝銀東京支店となっていた。現在の三井住友銀行日本橋支店）に置いたが、金融当局の出店規制もあって中位行のまま推移。戦後再結集した三井グループの中核銀行となり、1954年三井銀行と改称した。三井銀行は後の三井住友銀行、第一銀行は後のみずほ銀行となる。

## 沿革
- 1943年（昭和18年）3月27日 - 三井銀行と第一銀行が合併して帝国銀行発足、資本金2億円、会長明石照男[2]。
- 1943年（昭和18年）11月15日 - 三池銀行を当行及び筑邦銀行（福岡銀行の前身のひとつ。現在の筑邦銀行とは無関係）、肥後銀行の3行により分割買収。
- 1944年（昭和19年）8月1日 - 十五銀行を合併。
- 1948年（昭和23年）9月23日 - 帝国銀行解散。帝国銀行（2代目法人）と第一銀行（2代目法人）が発足[3]。
- 1954年（昭和29年）1月 - 三井銀行に改称。

## 分割
当初は三行分割の可能性もあったが、多くの店舗で戦災を被っていたことで三分割は困難であった。分割については第一側が積極的で、三井・十五側は消極的であった。分割後、第一側は新行名の案もあったが、「第一」は財閥名とは無関係であるとし、「第一銀行」の行名に復した。一方、三井・十五側は当時の財閥解体により財閥系企業の財閥名使用が禁止され、分割の時点では「三井銀行」の行名に復することができなかった。「中外」、「中央」、「東邦」の新行名案もあったが、結局は新設分割後も「帝国銀行」を称した。
旧帝国銀行と新帝国銀行は同じ行名だが別法人である。行章も同じ八重桜ながら新旧で若干意匠が異なり、またロゴタイプの行名表記も旧帝銀は毛筆体だが新帝銀は丸ゴシック体と差異が見られる。旧帝国銀行の代表者は頭取と称していたが、新帝国銀行の代表者は社長と称していた（後身の三井銀行も代表者は社長を称した）。過度経済力集中排除法等とは無関係な企業分割である。
合併直前の店舗数が旧第一が84店舗、旧三井が45店舗、後から吸収した旧十五が合併当日に近隣店に併合された店舗も含み50店舗（いずれも出張所を含む）であったうえ、前述のように分割は第一側が積極的であった上、店舗数のバランスをとるため旧十五銀行は基本的に旧三井側が継承することで、旧第一が独立となった。なお、合併後の新設店については店舗ごとにいずれかの銀行に継承されていたが、おおよそ半々ぐらいで継承された。合併後の店舗統廃合により、廃止となった店舗の中には都心部の店舗を中心に、復元の名目で分割時に店舗新設・再開するケースもあり、共同店舗として分離後のいずれかの銀行と取引するか選択することのできた店舗もあった。また、その一方で三井と第一の混合店で店舗分割をせずにいずれか一方に継承したケースもあり店舗によって処遇は温度差があった。
第一側の行員は高等商業学校（商科大学）出身者が主流であり、三井側の行員は大学出身者が多かったこともあり、分割直前の支店長クラスの3分の2は三井出身者であり、前述のとおり、合併以前に店舗数が多かった第一側の反発が強かった。従業員も原則合併前の銀行側に配属となり、合併後の新入行員については、本人の意向によりいずれかの銀行に配属された。

## 関連人物
- 明石照男 - 初代会長・のち相談役、第一銀行出身
- 万代順四郎 - 初代頭取・二代目会長、三井銀行出身
- 入間野武雄 - 二代目頭取、大蔵省出身
- 佐藤喜一郎 - 三代目頭取、三井銀行出身